# Route 22 (Alberta)
Pour les articles homonymes, voir Route 22.
La Route 22, officiellement nommée la Cowboy Trail, est une route de 584 kilomètres (363 mi) se trouvant en Alberta. Elle est généralement parallèle à la route 2. Elle débute dans les contreforts des Rocheuses au sud de l'Alberta à l'intersection avec la route 3 près de Lundbreck. Elle se dirige vers le nord sur les flancs est des Rocheuses et se termine à l'intersection avec la route 18 près de Mayerthorpe.

## Description du tracé

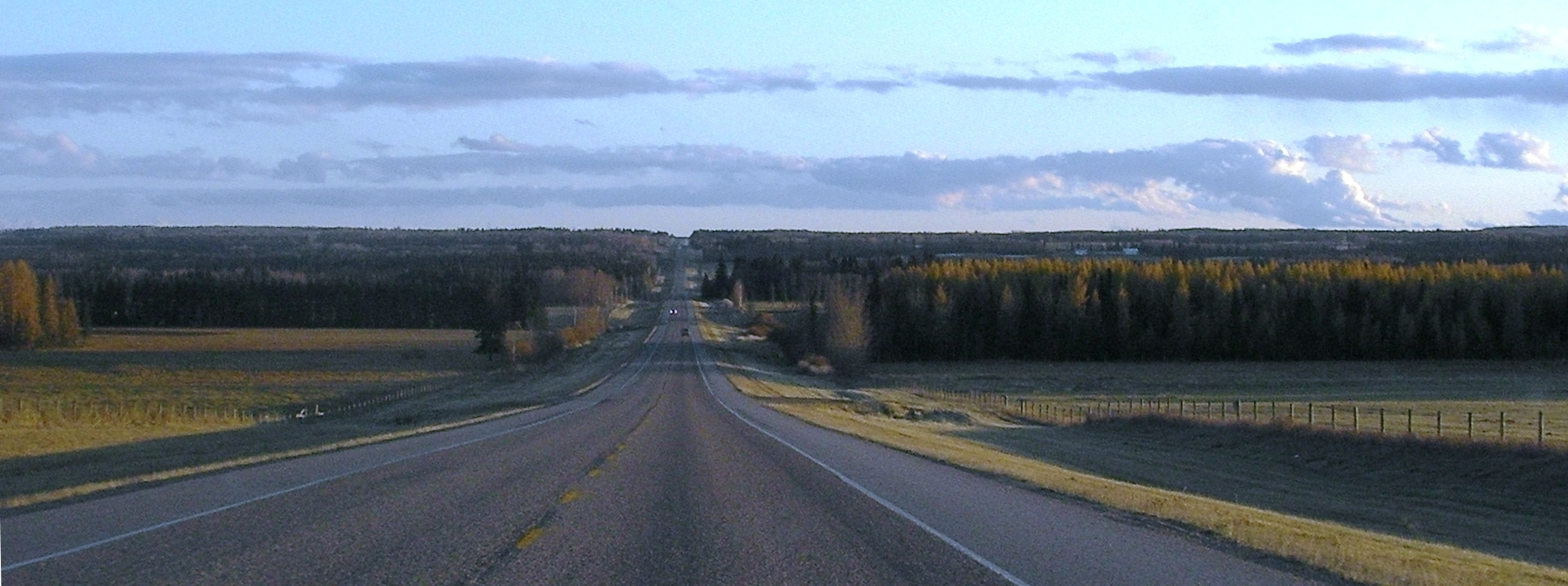
Route 22 sud, au nord deSundre

### Vue d'ensemble
La route 22 est la plus longue et importante route sud / nord du centre de l'Alberta, à part la route 2. Elle est l'artère principale des zones situées dans l'ouest du corridor Calgary – Edmonton et de la région métropolitaine de Calgary.

### Sud de l'Alberta
La route 22 débute comme route rurale à deux voies près de Lundbreck Falls à l'intersection avec la route 3 (route Crowsnest). Elle se dirige vers le nord en longeant la rivière Oldman. Sur son trajet jusqu'à Diamond Valley, elle ne croise pas de communautés significatives. En atteignant Diamond Valley (ville récente formée des anciennes municipalités de Black Diamond et de Turner Valley), la route fait un crochet vers le sud-ouest avant de faire plusieurs virages pour finalement revenir vers le nord. Elle passe ensuite par Millarville. Au nord de cette dernière, elle rencontre la route 22X, où elle bifurque vers l'ouest. Au sud de Bragg Creek, elle rencontre le terminus est de la route 66 et bifurque vers le nord. Elle traverse le coin nord-ouest de la réserve Tsuu T'ina 145 en passant par la communauté de Redwood Meadows. Immédiatement après avoir quitté la réserve, la route 22 rencontre la route 8 à un carrefour giratoire. Elle traverse alors la rivière Elbow et poursuit son trajet vers le nord. Elle rencontre la route 1 (route transcanadienne) à un échangeur et atteint la ville de Cochrane.

### Centre de l'Alberta
La route 22 constitue l'artère nord–sud principale de la ville. En y entrant, la route traverse la rivière Bow et croise ensuite quelques intersections majeures de la ville. Elle rencontre la route 1A à un carrefour giratoire et quitte ensuite la ville en poursuivant son trajet vers le nord.
Après avoir quitté Cochrane, la route 22 passe par le hameau de Cochrane Lake puis par Cremona où elle rencontre la route 27. Les deux routes forment un multiplex jusqu'à Sundre, un peu à l'ouest, où la route 27 prend fin. Dans la municipalité, la route 22 bifurque à nouveau vers le nord. Elle passe par Crammond pour ensuite atteindre une intersection avec la route 54. Les routes forment un multiplex vers l'ouest en passant par Caroline et traversent la rivière Clearwater. La route 54 prend fin peu après et la route 22 reprend la direction nord. Elle rencontre la route 11 et forme un multiplex avec celle-ci jusqu'à Rocky Mountain House. Alors que les routes se séparent, la route 22 reprend la direction nord pour atteindre Drayton Valley puis Entwistle où elle forme un multiplex avec la route 16 (route Yellowhead), vers l'ouest. Après 8 km (5 mi), le multiplex prend fin et la route 22 reprend la direction nord. Elle croise la route 43 à Mayerthorpe et prend fin 7 km (4 mi) au nord de la ville à l'intersection avec la route 18.

## Intersections majeures
| Municipalité rurale / spécialisée                 | Ville                          | km                                    | Destinations                                                      | Notes                                                                    |
| ------------------------------------------------- | ------------------------------ | ------------------------------------- | ----------------------------------------------------------------- | ------------------------------------------------------------------------ |
| M.D. Pincher Creek No 9                           | Lundbreck                      | 0,00                                  | AB-3 – Fort Macleod, Lethbridge, Col du Nid de Corbeau            |                                                                          |
| M.D. Pincher Creek No 9                           |                                | 24,20                                 | Traverse la rivière Oldman                                        | Traverse la rivière Oldman                                               |
| M.D. Ranchland No 66                              |                                | 44,40                                 | AB-520 est – Claresholm, Baron                                    | Terminus ouest de l'AB-520                                               |
| M.D. Ranchland No 66                              | Parc provincial de Chain Lakes | 71,30                                 | AB-533 est – Nanton                                               | Terminus ouest de l'AB-533                                               |
| M.D. Ranchland No 66                              |                                | 82,20                                 | AB-532 ouest – Parc provincial sauvage Don Getty Wildland         | Terminus est de l'AB-532                                                 |
| Comté de Foothills                                |                                | 96,50                                 | AB-540 est – Pekisko, Cayley                                      | Terminus ouest de l'AB-540                                               |
| Comté de Foothills                                | Longview                       | 109,10                                | Traverse la rivière Highwood                                      | Traverse la rivière Highwood                                             |
| Comté de Foothills                                | Longview                       | 110,50                                | AB-541 ouest – Pays de Kananaskis                                 | Terminus est de l'AB-541                                                 |
| Comté de Foothills                                |                                | 117,90                                | AB-543 est – High River                                           | Terminus ouest de l'AB-543                                               |
| Comté de Foothills                                | Diamond Valley                 | 127,60                                | AB-7 est – Okotoks                                                | Terminus ouest de l'AB-7                                                 |
| Comté de Foothills                                | Diamond Valley                 | 128,40                                | Traverse la rivière Sheep                                         | Traverse la rivière Sheep                                                |
| Comté de Foothills                                | Diamond Valley                 | 131,60                                | AB-546 ouest – Parc provincial de Sheep River                     | Terminus est de l'AB-546                                                 |
| Comté de Foothills                                | Millarville                    | 142,90                                | AB-549 ouest                                                      | Terminus sud du multiplex avec l'AB-549                                  |
| Comté de Foothills                                |                                | 146,10                                | AB-549 est – Okotoks                                              | Terminus nord du multiplex avec l'AB-549                                 |
| Comté de Foothills                                | Priddis                        | 159,10                                | AB-22X est – Okotoks                                              | Terminus ouest de l'AB-22X                                               |
| Comté de Foothills                                |                                | 175,90                                | AB-762 sud – Millarville                                          | Terminus nord de l'AB-762                                                |
| Comté de Rocky View                               |                                | 176,20                                | AB-66 ouest – Elbow Falls                                         | Terminus est de l'AB-66                                                  |
| Comté de Rocky View                               | Bragg Creek                    | 179,60                                | AB-758 sud – Parc provincial Bragg Creek                          | Terminus nord de l'AB-758                                                |
| Comté de Rocky View                               |                                | 190,20                                | AB-8 est – Calgary                                                | Carrefour giratoire; terminus ouest de l'AB-8                            |
| Comté de Rocky View                               | 191,30                         | Traverse la rivière Elbow             | Traverse la rivière Elbow                                         |                                                                          |
| Comté de Rocky View                               | 197,30                         | AB-1 – Calgary, Banff                 | Sortie 161 de l'AB-1                                              |                                                                          |
| Comté de Rocky View                               | Cochrane                       | 208,30                                | Traverse la rivière Bow                                           | Traverse la rivière Bow                                                  |
| Comté de Rocky View                               | Cochrane                       | 210,10                                | AB-1A (Bow Valley Trail) – Calgary, Canmore                       | Carrefour giratoire                                                      |
| Comté de Rocky View                               |                                | 218,50                                | AB-567 est – Airdrie                                              | Terminus ouest de l'AB-567                                               |
| Comté de Rocky View                               | Bottrel                        | 234,90                                | AB-574 est – Madden, Crossfield                                   | Terminus ouest de l'AB-574                                               |
| Comté de Mountain View                            |                                | 245,40                                | AB-579 ouest – Water Valley                                       | Terminus est de l'AB-579                                                 |
| Comté de Mountain View                            | Cremona                        | 250,00                                | AB-580 est – Carstairs                                            | Terminus ouest de l'AB-580                                               |
| Comté de Mountain View                            |                                | 265,30                                | AB-582 est – Didsbury                                             | Terminus ouest de l'AB-582                                               |
| Comté de Mountain View                            | 277,20                         | AB-27 est – Olds                      | Terminus sud du multiplex avec l'AB-27                            |                                                                          |
| Comté de Mountain View                            | Westward Ho                    | 278,90                                | Traverse la rivière Little Red Deer                               | Traverse la rivière Little Red Deer                                      |
| Comté de Mountain View                            | Sundre                         | 287,30                                | AB-760 sud – Bergen                                               | Terminus nord de l'AB-760                                                |
| Comté de Mountain View                            | Sundre                         | 287,60                                | Traverse la rivière Red Deer                                      | Traverse la rivière Red Deer                                             |
| Comté de Mountain View                            | Sundre                         | 289,60                                | AB-27 fin AB-584 ouest – Bearberry                                | Terminus nord du multiplex avec l'AB-27; terminus est de l'AB-584        |
| Limite Comté de Mountain View–Comté de Clearwater |                                | 304,10                                | Traverse la rivière James                                         | Traverse la rivière James                                                |
| Comté de Clearwater                               | James River Bridge             | 306,00                                | AB-587 est – Bowden                                               | Terminus ouest de l'AB-587                                               |
| Comté de Clearwater                               |                                | 323,10                                | AB-54 est – Innisfail                                             | Terminus sud du multiplex avec l'AB-54                                   |
| Comté de Clearwater                               | 335,90                         | Traverse la rivière Clearwater        | Traverse la rivière Clearwater                                    |                                                                          |
| Comté de Clearwater                               | 336,10                         | AB-54 fin AB-591 ouest – Ricinus      | Terminus nord du multiplex avec l'AB-54; terminus est de l'AB-591 |                                                                          |
| Comté de Clearwater                               | 353,90                         | Traverse la rivière Clearwater        | Traverse la rivière Clearwater                                    |                                                                          |
| Comté de Clearwater                               | 361,20                         | AB-11 est – Red Deer                  | Terminus sud du multiplex avec l'AB-11                            |                                                                          |
| Comté de Clearwater                               | Rocky Mountain House           | 369,60                                | AB-11A ouest / AB-598 est (52 Avenue) – Leslieville               |                                                                          |
| Comté de Clearwater                               | Rocky Mountain House           | 373,10                                | AB-11 ouest – Nordegg, Saskatchewan River Crossing                | Terminus nord du multiplex avec l'AB-11                                  |
| Comté de Clearwater                               |                                | 379,80                                | AB-12 est – Lacombe                                               | Terminus ouest de l'AB-12                                                |
| Comté de Clearwater                               |                                | 406,50                                | AB-53 est – Rimbey, Ponoka                                        | Terminus ouest de l'AB-53                                                |
| Comté de Wetaskiwin No 10                         |                                | 433,40                                | AB-13 – Alder Flats, Wetaskiwin                                   |                                                                          |
| Comté de Brazeau                                  |                                | 452,90                                | AB-616 – Buck Creek, Breton                                       |                                                                          |
| Comté de Brazeau                                  | 464,60                         | AB-39 est – Leduc                     | Terminus ouest de l'AB-39                                         |                                                                          |
| Comté de Brazeau                                  | 470,00                         | Traverse la rivière Saskatchewan Nord | Traverse la rivière Saskatchewan Nord                             |                                                                          |
| Comté de Brazeau                                  | Drayton Valley                 | 475,10                                | AB-620 ouest – Lodgepole, Réservoir Brazeau                       | Terminus est de l'AB-620                                                 |
| Comté de Brazeau                                  | Rocky Rapids                   | 485,20                                | AB-621 ouest – Cynthia                                            |                                                                          |
| Limite Comté de Brazeau–Comté de Parkland         |                                | 494,90                                | AB-624 est – Tomahawk                                             | Terminus ouest de l'AB-624                                               |
| Comté de Parkland                                 | Entwistle                      | 519,90                                | AB-16 est – Edmonton                                              | Échangeur; sortie 289 de l'AB-16; terminus sud du multiplex avec l'AB-16 |
| Comté de Parkland                                 | Entwistle                      | 519,90                                | AB-16A ouest – Entwistle                                          | Échangeur; sortie 289 de l'AB-16; terminus sud du multiplex avec l'AB-16 |
| Limite Comté de Parkland–Comté de Yellowhead      |                                | 520,90                                | Traverse la rivière Pembina                                       | Traverse la rivière Pembina                                              |
| Comté de Yellowhead                               |                                | 527,80                                | AB-16 ouest – Jasper                                              | Terminus nord du multiplex avec l'AB-16                                  |
| Comté de Yellowhead                               | 528,50                         | AB-16A – Wildwood, Evansburg          |                                                                   |                                                                          |
| Comté de Lac Sainte-Anne                          |                                | 561,10                                | AB-647 ouest – Anselmo                                            | Terminus est de l'AB-647                                                 |
| Comté de Lac Sainte-Anne                          | Mayerthorpe                    | 567,30                                | AB-43 – Whitecourt, Grande Prairie, Edmonton                      |                                                                          |
| Comté de Lac Sainte-Anne                          |                                | 574,30                                | AB-18 – Green Court, Barrhead                                     |                                                                          |
| - Terminus de multiplex                           |                                |                                       |                                                                   |                                                                          |